# Кравчик довгохвостий
Кра́вчик довгохвостий (Orthotomus sutorius) — вид горобцеподібних птахів родини тамікових (Cisticolidae). Мешкає в Південній і Південно-Східній Азії.

## Опис

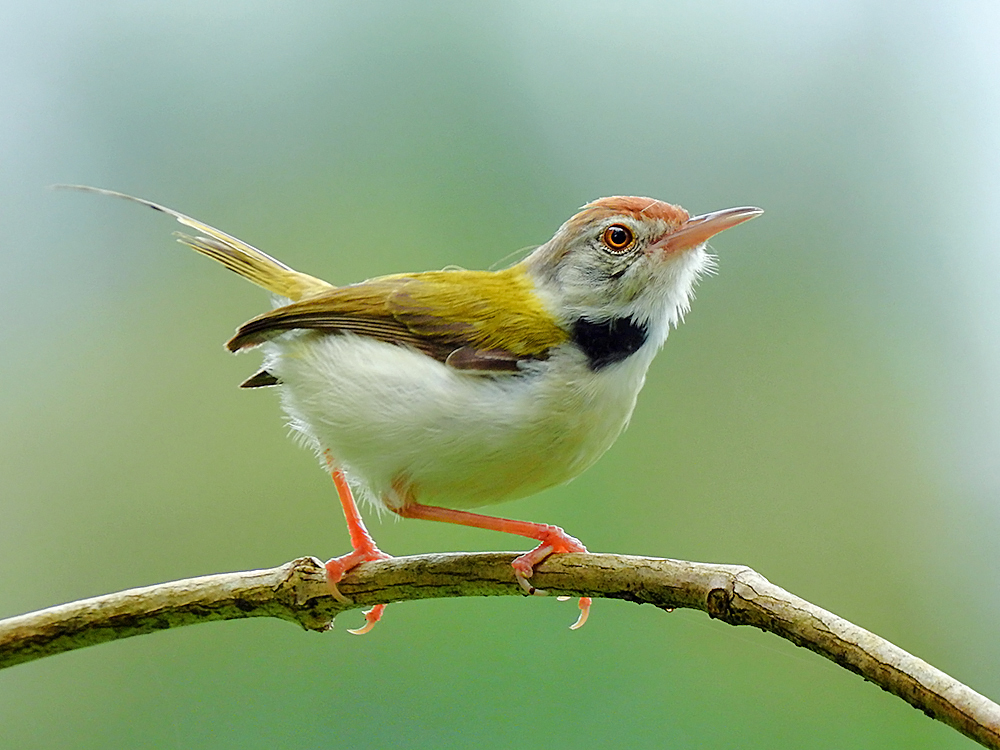
Довгохвостий кравчик

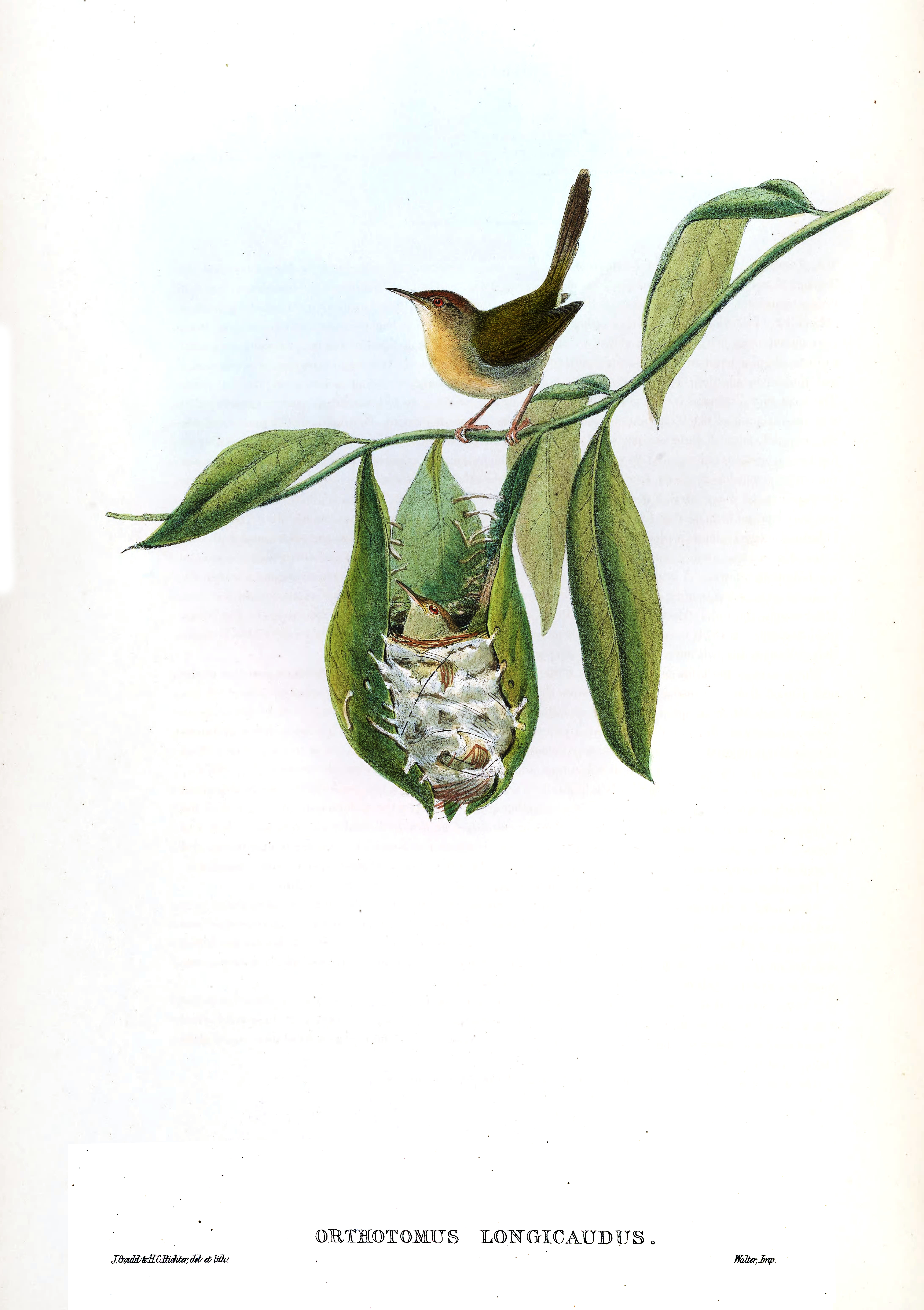
Довгохвості кравчики

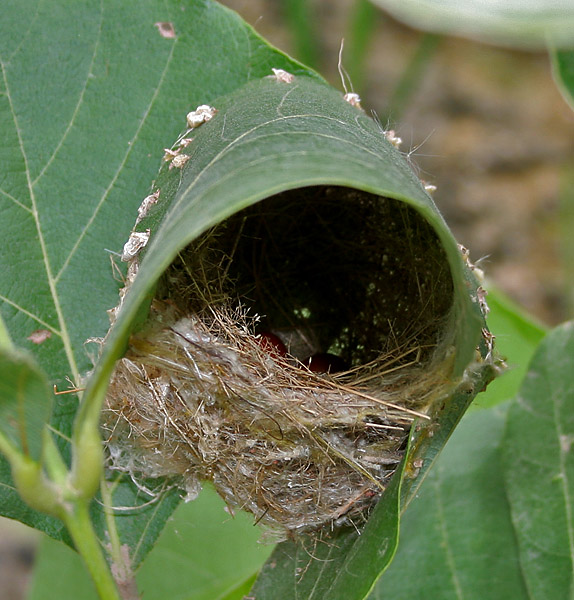
Гніздо довгохвостих кравчиків

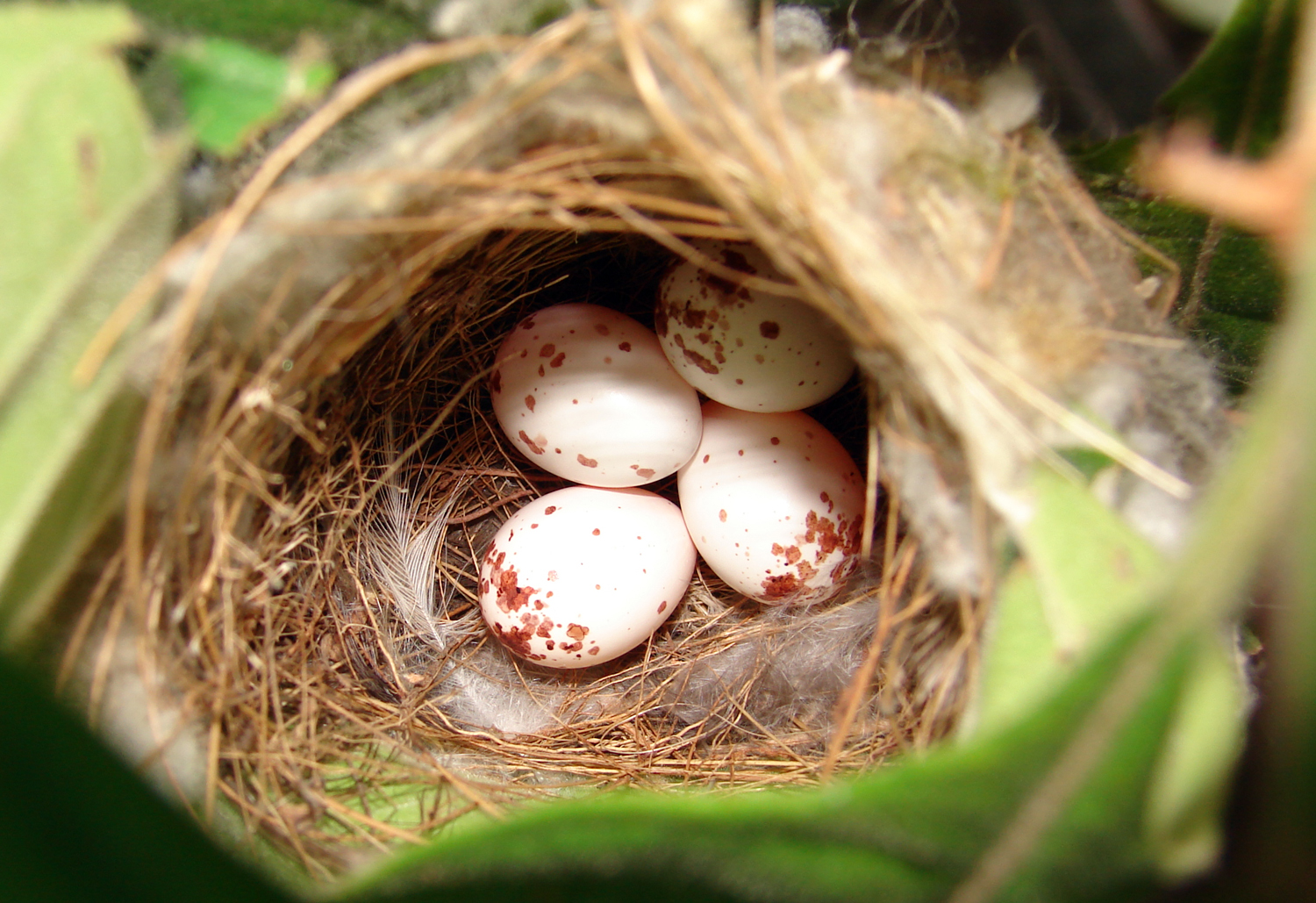
Кладка яєць

Довжина птаха становить 10-14 см, враховуючи відносно довгий хвіст довжиною 4-5 см, вага 6-10 г. Крила короткі, округлі, хвіст направлений догори і часто смикається, лапи міцні, дзьоб гострий, на кінці дещо вигнутий. Лоб і тім'я іржасто-руді, верхня частина тіла переважно оливково-зелена, нижня частина тіла кремово-біла. Під час співу довгохвості ткачики демонструють гору темну шкіру на горлі. Виду не притаманний статевий диморфізм, хоча під час сезону розмноження центральні стернові пера у самців довші. Молоді птахи мають дещо тьмяніше забарвлення.

## Підвиди
Виділяють дев'ять підвидів:
- O. s. guzuratus (Latham, 1790) — від Пакистану до центральної і південної Індії;
- O. s. patia Hodgson, 1845 — тераї в гімалайських передгір'ях, від Непалу до західної М'янми;
- O. s. luteus Ripley, 1948 — гори Північно-Східної Індії;
- O. s. inexpectatus La Touche, 1922 — від східної М'янми і Юньнаню до північного Індокитаю;
- O. s. longicauda (Gmelin, JF, 1789) — південно-східний Китай, Хайнань і північний В'єтнам;
- O. s. maculicollis Moore, F, 1855 — південно-східна М'янма, південний Індокитай, Малайський півострів і острови Ріау;
- O. s. edela Temminck, 1836 — Ява;
- O. s. fernandonis Whistler, 1939 — нагір'я Шрі-Ланки;
- O. s. sutorius (Pennant, 1769) — низовини Шрі-Ланки.

## Поширення і екологія
Довгохвості кравчики мешкають в Пакистані, Індії, Непалі, Бутані, Бангладеш, М'янмі, Таїланді, Китаї, Лаосі, В'єтнамі, Камбоджі, Малайзії, Індонезії та на Шрі-Ланці. Вони живуть на узліссях вологих тропічних лісів, в рідколіссях і чагарникових заростях, на полях і плантаціях, в парках і садах, поблизу людських осель. Зустрічаються поодинці або парами. Живляться комахами, зокрема жуками, а також нектаром Bombax і Salmalia.
Сезон розмноження в Індії триває з березня по грудень, з піком у червні-серпні, що припадає на сезон дощів. На Шрі-Ланці довгохвості кравчики розмножуються протягом всього року, з піками з березня по травень та з серпня по вересень. Вони проколюють края широкого листя і «зшивають» їх за допомогою рослинних волокон або павутиння, після чого конус, що утворився з листя, встелюють м'яким рослинним матеріалом. В кладці 3 яйця, інкубаційний період триває 12 днів. Пташенята покидають гніздо через 14 днів після вилуплення, за ними доглядають і самиці, і самці. Довгохвості кравчики іноді стають жертвами гніздового паразитизму сіроволих кукавок.

## В культурі
Довгохвостий кравчик на ім'я Дарзі є одним з головних персонажів у оповіданні Редьярда Кіплінга «Ріккі-Тіккі-Таві».